# 尊号
尊号是中国、朝鮮半島、越南及日本等漢字文化圈國家历史上君主、后妃在世时的称呼。一般用于外交、礼仪、祭祀等。皇帝的尊号不需避讳，上至王公贵族，下至平民百姓都可以叫。

## 中国的尊号系统

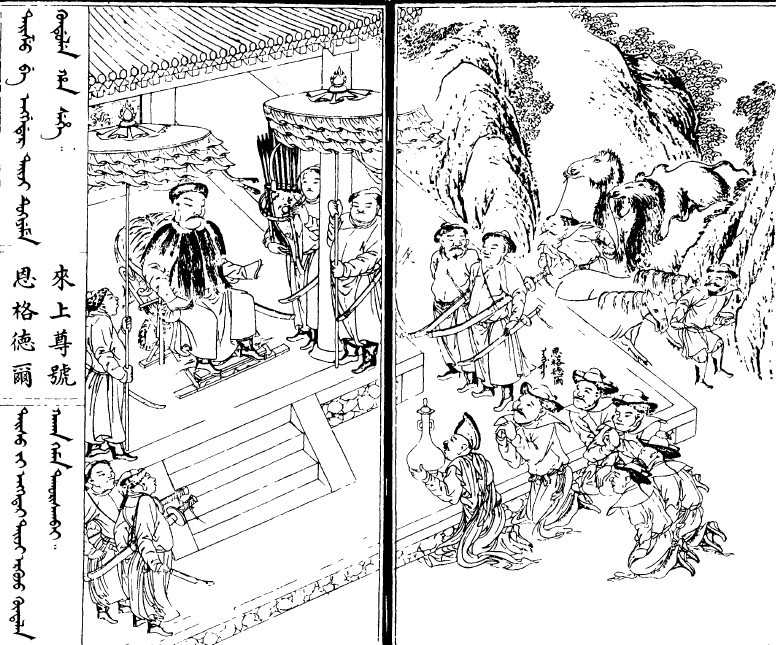
《满洲实录·卷三》中，后世描绘的恩格德尔为努尔哈赤上尊号图

南越国君主赵佗尊号为武帝，赵眜尊号为文帝，皇帝的尊号是根据皇帝所使用年号而变的。如唐玄宗在天宝年間尊号为“圣赐灵府天宝皇帝”，安史之乱后退位为太上皇时的尊号为“太上至道圣皇天帝”，唐玄宗则为其子唐肃宗所上尊号为“光天文武大圣孝感皇帝”。为皇帝上尊号需要举行相关的仪式和庆典。《旧唐书》中，亦有将谥号称为尊号的情况。
元朝皇帝的尊号则和年号无关，而且一生只有一个尊号，比如元世祖的尊号为“大元仁明神武皇帝”和“宪天述道仁文义武大光孝皇帝”，元英宗的尊号为“继天体道敬文仁武大昭孝皇帝”，元文宗的尊号为“钦天统圣至德诚功大文孝皇帝”。
明清时代，皇帝多嫌恶前朝有尊号的皇帝有很多荒政失德，因此拒绝为自己上尊号，民间多以年号来作为对皇帝的尊称，如明世宗的年号是嘉靖，民间称之为“嘉靖帝（嘉靖皇帝）”，清高宗的年号是乾隆，民间称之为“乾隆帝（乾隆皇帝）”。但是实际上“嘉靖”、“乾隆”都不是皇帝尊号。嘉靖帝曾自称“九天弘教普济生灵掌阴阳功过大道思仁紫极仙翁一阳真人元虚圆应开化伏魔忠孝帝君”和“太上大罗天仙紫极长生圣智昭灵统元证应玉虚总掌五雷大真人元都宝境万寿帝君”，这些称号都是道教的神仙之號，均非尊号。
另一方面，明清各位皇帝都为皇太后上尊号，这一做法始于明英宗复辟后为宣宗孙太后所上的“圣烈慈寿皇太后”，此后比较著名的皇太后尊号有明宪宗时期的“圣慈仁寿皇太后”、明神宗时的“慈圣皇太后”和“仁圣皇太后”。清朝为皇太后上尊号始于顺治康熙年间为孝莊文皇后所上尊号“昭圣慈寿恭简安懿章庆敦惠温莊康和仁宣弘靖太皇太后”，此后每代皇帝均为在世的生母和嫡母上尊号，如乾隆帝生母“崇慶慈宣康惠敦和裕寿纯禧恭懿安祺宁豫皇太后”（孝聖憲皇后），道光帝继母“恭慈康豫安成莊惠寿禧崇祺皇太后”（孝和睿皇后），同治帝生母慈禧端佑康颐昭豫莊诚寿恭钦献崇熙聖母皇太后（孝钦显皇后）及嫡母慈安端康裕庆昭和莊敬皇太后（孝贞显皇后）。

### 中国帝王尊号简表
- 关于中国历代皇太后、太皇太后的尊号，请参见中国皇太后列表以及中國皇后及妃嬪列表

#### 唐朝之前
- 嬴政：始皇帝[3]
- 嬴胡亥：二世皇帝
- 趙佗：武帝
- 赵眜：文帝
- 劉欣：陳聖劉太平皇帝[4]
- 高恒：守國天王

#### 唐朝、武周
- 唐太宗至唐德宗：天可汗[5][6]
- 唐高宗：天皇[7]
- 武則天：天后[8]→圣母神皇[9]→圣神皇帝[10]→金轮圣神皇帝[11]→越古金轮圣神皇帝[12]→慈氏越古金轮圣神皇帝[13]→天册金轮圣神皇帝[14]→则天大圣皇帝[15]
- 唐中宗：应天皇帝[16]→应天神龙皇帝[17]
- 唐玄宗：開元元年上開元神武皇帝[18][19][20][21]→開元二十七年上開元聖文神武皇帝[22][23][24][25]→开元天寶聖文神武皇帝[26]→开元天寶圣文神武應道皇帝→开元天地大寶圣文神武應道皇帝[27]→开元天地大寶圣文神武孝德證道皇帝[28]→上皇天帝→太上至道聖皇帝[29]
- 唐肅宗：乾元大聖光天文武孝感皇帝[30]
- 唐代宗：寶應元聖文武孝皇帝[31]
- 唐德宗：聖神文武皇帝[32]（未受）[33]
- 唐順宗：睿聖文武皇帝[34]→元和聖文神武法天應道皇帝[35]→應乾聖壽太上皇[36]
- 唐穆宗：文武孝德皇帝[37]
- 唐敬宗：文武大聖廣孝皇帝[38]
- 唐武宗：仁聖文武至神大孝皇帝[39]→仁聖文武章天成功神德明道大孝皇帝[40]
- 唐宣宗：聖敬文思和武光孝皇帝[41]
- 唐懿宗：睿文明聖孝德皇帝[42]→睿文英武明德至仁大聖廣孝皇帝[43]
- 唐僖宗：聖神聰睿仁哲明孝皇帝[44]→睿文英武明德至仁大聖廣孝皇帝[45]
- 唐昭宗：聖文睿德光武弘孝皇帝[46]

#### 五代十国
- 後梁太祖：睿文聖武廣孝皇帝[47]
- 後唐莊宗：昭文睿武光孝皇帝[48]
- 後唐明宗：聖明神武文德恭孝皇帝[49]
- 後周太祖：聖明文武仁德皇帝[50]
- 吴睿帝：睿聖文明孝皇帝→睿聖文明光孝應天弘道廣德皇帝
- 前蜀高祖：英武睿聖皇帝
- 前蜀后主：聖德明孝皇帝
- 南汉中宗：大聖文武大明至道大光孝皇帝

#### 宋朝
- 宋太祖：應天廣運仁聖文武至德皇帝→應天廣運大聖神武明道至德仁孝皇帝
- 宋太宗：應運統天聖明文武皇帝→應運統天睿文英武大聖至明廣孝皇帝→應運統天睿文英武大聖至仁明德廣孝皇帝→法天崇道明聖仁孝文武皇帝→法天崇道上聖至仁皇帝
- 宋真宗：崇文廣武聖明仁孝皇帝→崇文廣武儀天尊道寶應章感聖明仁孝皇帝→崇文廣武感天尊道應真佑德上聖欽明仁孝皇帝→體元御極感天尊道應真寶運文德武功上聖欽明仁孝皇帝→應天尊道欽明仁孝皇帝
- 宋仁宗：聖文睿武仁明孝德皇帝→睿聖文武體天法道仁明孝德皇帝→景祐體天法道欽文聰武聖神孝德皇帝→寶元體天法道欽文聰武聖神孝德皇帝→體天法道欽文聰武聖神孝德皇帝
- 宋英宗：體膺曆文武聖孝皇帝
- 宋神宗：紹天法古文武仁孝皇帝（未受）→紹天憲古文武仁孝皇帝（未受）→奉天憲古文武仁孝皇帝（未受）
- 宋徽宗：繼天興道敷文成武睿明皇帝（未受）→教主道君太上皇帝
- 宋钦宗：孝慈淵聖皇帝
- 宋高宗：光堯壽聖太上皇帝→光堯壽聖憲天體道太上皇帝→光堯壽聖憲天體道性仁誠德經武緯文太上皇帝→光堯壽聖憲天體道性仁誠德經武緯文紹業興統明謨盛烈太上皇帝
- 宋孝宗：至尊壽皇聖帝
- 宋光宗：聖安壽仁太上皇帝
- 宋恭帝：孝恭懿聖皇帝

#### 辽夏金元
- 辽太祖：天皇帝→大聖大明天皇帝
- 辽太宗：嗣聖皇帝→睿文神武法天啟運明德章信至道廣敬昭孝嗣聖皇帝（后晋上）
- 辽世宗：天授皇帝
- 辽穆宗：天顺皇帝
- 辽景宗：天赞皇帝
- 辽圣宗：昭圣皇帝→天辅皇帝→至德廣孝昭聖天輔皇帝→弘文宣武尊道至德崇仁廣孝聰睿昭聖神贊天輔皇帝→睿文英武遵道至德崇仁廣孝功成治定昭聖神贊天輔皇帝
- 辽兴宗：文武仁聖昭孝皇帝→聰文聖武英略神功睿哲仁孝皇帝→欽天奉道佑世興歷武定文成聖神仁孝皇帝
- 辽道宗：天佑皇帝→聖文神武全功大略廣智聰仁睿孝天祐皇帝
- 辽天祚帝：天祚皇帝→惠文智武聖孝天祚皇帝
- 辽德宗：天祐皇帝
- 夏景宗：世祖始文本武兴法建礼仁孝皇帝，始文盛武兴法建礼主孝皇帝，圣文英武崇仁至孝皇帝，风角城皇帝
- 夏惠宗：就德主国增福正民大明皇帝，贵梁城皇帝
- 夏崇宗：明城皇帝，白城皇帝
- 夏仁宗：珠城皇帝，护城皇帝
- 金太祖：大圣皇帝
- 金太宗：靖康元年，宋朝上金帝尊号十八字，未传
- 金熙宗：崇天體道欽明文武聖德皇帝
- 金海陵王：法天膺運睿武宣文大明聖孝皇帝→圣文神武皇帝
- 金世宗：仁明圣孝皇帝→應天興祚仁德聖孝皇帝→應天興祚欽文廣武仁德聖孝皇帝

（蒙古诸帝的蒙古语尊号也是其汗号）
- 元太祖：成吉思汗
- 元太宗：木亦坚汗（《新元史》记载）
- 元世祖：薛禅汗，仁明神武皇帝（宋恭帝上），憲天述道仁文義武大光孝皇帝
- 元成宗：完泽笃汗
- 元武宗：曲律汗，統天繼聖欽文英武大章孝皇帝
- 元仁宗：普颜笃汗
- 元英宗：格坚汗，繼天體道敬文仁武大昭孝皇帝
- 元文宗：札牙笃汗，欽天統聖至德誠功大文孝皇帝
- 元明宗：忽都笃汗，顺天立道睿文智武大圣孝皇帝
- 元惠宗：乌哈噶图汗

#### 明清
- 明英宗：太上皇帝
- 弘光帝：圣安皇帝
- 隆武帝：思文皇帝
- 清太祖：天命抚育列国英明汗[51]，昆都仑汗（滿語「恭敬汗」之意），天命汗（一說天命為其年號）
- 清太宗：宽温仁圣皇帝[52]，博格达汗（蒙古語「聖汗」之意），天聪汗（一說天聰為其年號）

#### 其他
- 博克多汗：博克多格根额真汗，多人共戴之日光皇帝（參見蒙古大汗）

### 神化历史人物的尊号
- 老子：太上玄元皇帝→圣祖玄元皇帝→圣祖大道玄元皇帝→大圣祖高上大道金阙玄元天皇大帝（唐朝上）
  - 李敬：先天太上皇（唐朝上）
- 周公旦：褒德王（武则天上）→文宪王（宋真宗上）
- 太公望：武成王（唐肃宗上）→昭烈武成王（宋真宗上）
- 孔子：先师→先圣→宣父→隆道公→文宣王→玄圣文宣王→至圣文宣王→大成至圣文宣王→至圣先师→大成至圣文宣先师→至圣先师（历朝累上），文宣帝（西夏上）
- 关羽：	崇宁至道真君→武安王→昭烈武安王→义勇武安王→壮缪义勇武安王→壮缪义勇武安英济王→壮穆义勇武安英济王护国崇宁真君→协天护国忠义大帝→	三界伏魔大帝神威远镇天尊关圣帝君→真元显应昭明翼汉天尊→忠义神武关圣大帝→忠义神武灵佑仁勇威显关圣大帝→忠义神武灵佑仁勇威显护国保民精诚绥靖关圣大帝→忠义神武灵佑仁勇威显护国保民精诚绥靖翊赞宣德关圣大帝（历朝累上）
- 张道陵：太师→三天扶教大法师→三天扶教辅元大法师→正一靖应真君→三天扶教辅元大法师靖应真君→正一冲元神化静应显佑真君→六合无穷高明上帝（历朝累上）
- 徐知证：九天金阙明道达德大仙显灵溥济真人→金阙洪恩真君→金阙洪恩上帝→九天金阙明道达德大仙护国庇民洪恩真君
- 徐知谔：九天玉阙宣化扶教上仙昭灵博济真人→玉阙洪恩真君→玉阙洪恩上帝→九天玉阙宣化扶教上仙辅国佑民洪恩真君
- 岳飞：三界靖魔大帝保劫昌運岳武王
- 妈祖：崇福夫人→灵惠夫人→灵惠昭应夫人→灵惠昭应崇福夫人→灵慈昭应崇福善利夫人→灵惠妃→灵惠助顺妃→灵惠助顺显卫妃→灵惠助顺显卫英烈妃→灵惠助顺嘉应英烈妃→灵惠助顺嘉应英烈协正妃→灵惠协正嘉应慈济妃→灵惠显济嘉应善庆妃→护国明著天妃→护国显佑明著天妃→辅圣庇民明著天妃→护国庇民广济明著天妃→护国庇民广济福惠明著天妃→辅国护圣庇民广济福惠明著天妃→昭孝纯正孚济感应圣妃→护国庇民妙灵昭应弘仁普济天妃→护国庇民妙灵昭应弘仁普济天妃→护国庇民妙灵昭应仁慈天后→妙灵昭应宏仁普济福佑群生天后→护国庇民妙灵昭应弘仁普济福佑群生诚感咸孚显神赞顺垂慈笃祐天后→护国庇民妙灵昭应宏仁普济福佑群生诚感咸孚显神赞顺垂慈笃祜安澜利运泽覃海宇天后→护国庇民妙灵昭应宏仁普济福佑群生诚感咸孚显神赞顺垂慈笃祜安澜利运泽覃海宇恬波宣惠道流衍庆靖洋锡祉恩周德溥卫漕保泰振武绥疆天后之神（历代累封）
- 吴夲：大道真人→慈济真人→显祐真人→忠显侯→英惠侯→康祐侯→灵护侯→冲应真人→妙道真君→守道真人→广惠真人→福善真人→孚惠真人→	普佑真君→昊天御史医灵真君→万寿无极大帝→万寿无极保生大帝→保生大帝恩主昊天医灵妙惠真君→恩主昊天金阙御史慈济医灵妙道真君万寿无极保生大帝→慈济灵官（宋至清累封）
- 金龍大王：金龙四大王→护国济运金龙四大王→弘佑感应护国济运金龙四大王→显佑通济昭灵效顺广利安民惠孚普运护国孚泽绥疆敷仁保康赞翊宣诚灵感辅化襄猷溥靖德庇锡佑国济金龙四大王（明清累封）

### 宗教神祗人物的尊号
- 玉皇上帝：玉皇道君，高上玉帝，太上开天执符御历含真体道玉皇大天帝，太上开天执符御历含真体道昊天玉皇上帝，
- 太上老君：道德天尊，太上混元老君，梵形神宝玄真降生道德天尊，一炁化三清太清居火赤天仙登太清境玄气所成日神宝君道德天尊混元上帝
- 靈寶天尊：上清大帝，太上道君，玉晨道君，太上玉晨玄皇大道君，上清灵宝通天玉晨大道君，太上玄皇高圣元气所成灵宝天尊上清妙有上帝玉晨大道君
- 文昌帝君：英显武烈王，忠文仁武孝德圣烈王，神文圣武孝德忠仁王，辅元开化文昌司禄宏仁帝君
- 五嶽大帝：东岳泰山天齐大生仁圣大帝，南岳衡山司天昭圣大帝，中岳嵩山中天崇圣大帝，西岳华山金天顺圣大帝，北岳恒山安天玄圣大帝
- 碧霞元君：东岳泰山天仙玉女碧霞元君，天仙玉女碧霞护世弘济真人，天仙玉女保生真人宏德碧霞元君
- 趙玄朗：九天司命保生天尊→上灵高道九天司命保生天尊大帝（宋朝上）

参见道教神祇列表

## 朝鲜的尊号系统

### 朝鮮尊號一覽

#### 高麗王朝
高丽王朝采用与中国相似的尊号系统，为在世的国王、王妃、太上王、王太后上尊号
- 高丽忠烈王：光文宣德太上王[53]

#### 朝鮮王朝
朝鲜王朝采用与中国相似的尊号及徽号系统，为在世的国王、王妃、王大妃和大王大妃上尊号，例如朝鮮世宗为母親太宗元敬王后闵氏上徽号「厚德」，成宗为睿宗安顺王后上徽号「仁惠」，宣祖为王妃上徽号「章圣」等等。即使是被廢的國王，在位時也都有過尊號，如世祖欲給端宗的尊號是「恭懿溫文上太王」，但是端宗沒有接受。
- 朝鲜太祖：上王[54]→德寿宫太上王→启运神武太上王[55][56]
- 朝鲜定宗：上王[57]→仁德宫上王→仁文恭睿上王[58]
- 朝鲜太宗：圣德神功上王[59]→圣德神功太上王[60]
- 朝鲜端宗：恭懿溫文上王[61]
- 朝鲜世祖：承天體道烈文英武大王[62]
- 燕山君：憲天弘道經文緯武大王[63]
- 光海君：體天興運俊德弘功神聖英肅欽文仁武敘倫立紀明誠光烈隆奉顯保懋定重熙睿哲莊毅章憲順靖建義守正彰道崇業大王[64]
- 朝鮮英祖：至行纯德英谟毅烈章义弘伦光仁敦禧体天建极圣功神化大成广运开泰基永尧明舜哲乾健坤宁大王[65]
- 朝鮮純祖：渊德显道景仁纯禧体圣凝命钦光锡庆继天配极隆元敦休懿行昭伦熙化峻烈大中至正洪勋哲谟乾始泰亨昌运弘基高明博厚刚健粹精启统垂历建功裕范大王[66]
- 朝鮮翼祖：体元赞化锡极定命圣宪英哲睿诚渊敬隆德纯功笃休弘庆洪运盛烈宣光浚祥尧钦舜恭禹勤汤正启天建统神勋肃谟乾大坤厚寅业永祚庄义彰伦行健配宁基泰垂裕熙范昌禧立经亨道成献昭章致中达和继历协纪刚粹景穆峻惠衍祉大王[67]
- 朝鮮哲宗：熙伦正极粹德纯圣主上殿下[68]
- 朝鮮高宗：统天隆运肇极敦伦正圣光义明功大德尧峻舜徽禹谟汤敬应命立纪至化神烈主上殿下[69]

## 越南的尊号系统

### 前黎朝
- 大行皇帝：明应运神武升平至仁广孝皇帝
- 卧朝皇帝：开天应运圣文神武则天崇道大胜明光孝皇帝

### 李朝
- 太祖：奉天至理应运自在圣明龙见睿文英武崇仁广孝天下太平钦明光宅章明万邦显应符感威震藩蛮睿谋神功圣治则天道政皇帝
- 太宗：开天统运尊道贵德圣文广武崇仁尚善政理民安神符龙见体元御极亿岁功高应真宝历通玄至奥兴龙大定聪明慈孝皇帝
- 圣宗：法天应运崇仁至德英文睿武庆感龙祥孝道圣神皇帝
- 仁宗：宪天体道圣文神武崇仁懿义纯诚明孝皇帝
- 神宗：顺天广运钦明仁孝皇帝
- 英宗：体天顺道睿文神武纯仁显义徽谋圣智御民育物群灵丕应大明至孝皇帝
- 高宗：应御极宏文宪武灵瑞照符彰道至仁爱民理物睿谋神智化感政醇敷惠示慈绥猷建美功全业盛龙见神居圣明光孝皇帝
- 惠宗：资天统御钦仁宏孝皇帝

### 陈朝
- 太宗:统天御极隆功厚德显功佑顺圣文神武孝元皇帝；显尧圣寿太上皇帝
- 圣宗:光尧慈孝太上皇帝
- 仁宗:宪尧光圣太上皇帝
- 英宗:廣尧睿武太上皇帝
- 明宗:章堯文哲太上皇帝
- 艺宗:体天建极纯孝皇帝；光华英哲太上皇帝
- 顺宗:太上元君皇帝

### 胡朝
- 胡季犛：钦德兴烈大王；辅政该教皇帝

### 后黎朝
- 太祖：顺天承运睿文英武大王
- 显宗：渊懿钦恭仁慈德寿皇帝

### 广南阮主
- 烈祖：仙主
- 宣祖：仕主、佛主
- 神祖：上主
- 毅祖：贤主
- 英宗：义主
- 显宗：国主
- 孝惠王：新政王

### 西山朝
- 阮文岳：中央皇帝

## 日本的尊号系统
- 孝谦天皇：宝字称德皇帝
- 圣武天皇：勝宝感神聖武皇帝，天璽押開豐佐倉彦尊
- 草壁皇子：岡宮御宇天皇
- 舍人親王：崇道尽敬皇帝
- 志貴皇子：春日宮御宇天皇
- 早良親王：崇道天皇

自持统天皇起，给予退位天皇或当朝天皇在世父亲“太上天皇”的尊号，简称上皇，参见太上天皇以及太上天皇列表条目。